# Casque de Reinheim
Le casque de Reinheim est un artéfact archéologique découvert à Reinheim, en Allemagne, lors de fouilles en l'an 2000. Même si l'objet a été découvert incomplet, c'est un des très rares casques d'origine romaine retrouvés. Il est exposé au musée archéologique de Sarrebruck, en Sarre.

## Localisation
L’artéfact  est découvert lors de fouilles programmées dans la villa de Reinheim au sein du parc archéologique européen de Bliesbruck-Reinheim, plus précisément dans la cour économique.

## Histoire et découverte

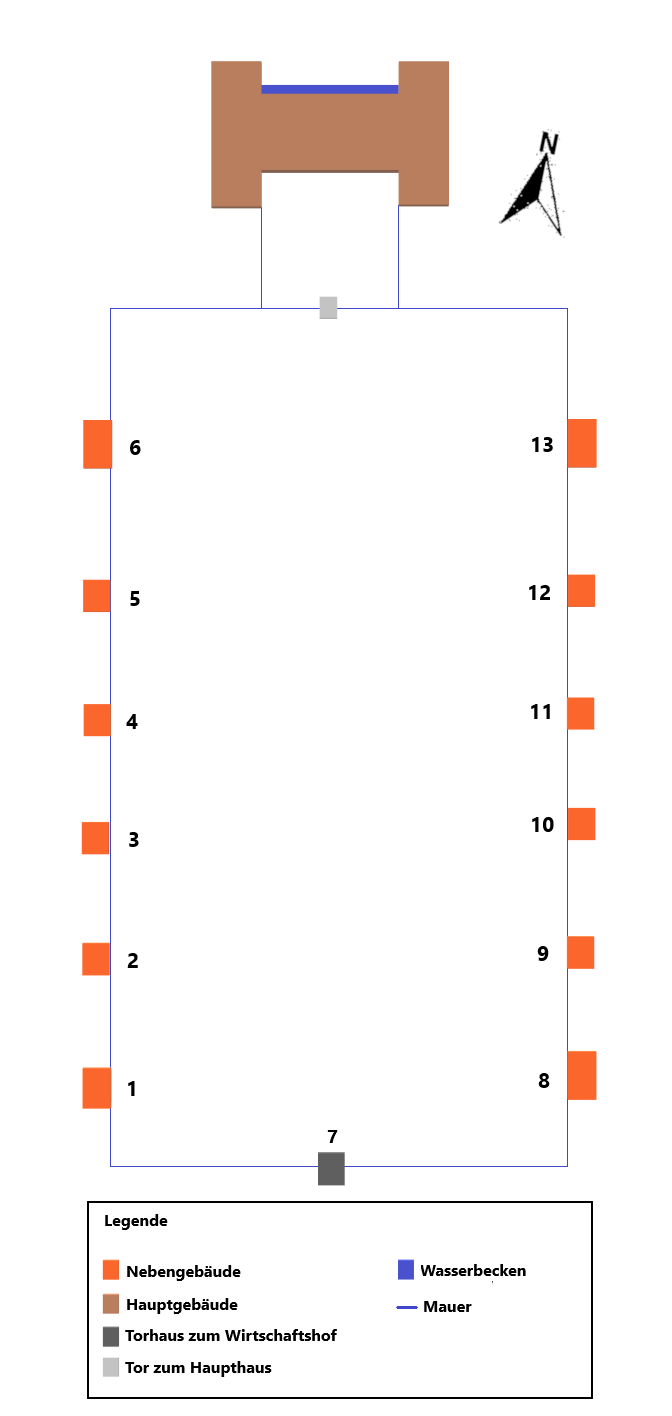
Plan de la villa avec l'ensemble des bâtiments de l'exploitation et l'édifice destiné au maître en haut. La visière a été retrouvée au sud du bâtiment B9.

L’œuvre est datée du Ier siècle avec d'autres objets datés quant à eux du IIe siècle ou de la première moitié du IIIe siècle ; le tout a sans doute été enterré dans un coffre de bois sur une surface de 2 m2. Les autres objets retrouvés dans le même contexte sont des éléments de verre, d'épingles à cheveux en os, de demi-disques en jais et d'autres objets métalliquess. Le contexte archéologique est daté du IIIe siècle-IVe siècle.
Les casques étaient portés par des cavaliers lors des sorties d'apparat ou des combats. Il peut être daté des Flaviens si l’œuvre est comparée avec le casque découvert à Nimègue . Des trouvailles similaires ont été faites en contexte funéraire, ce qui n'est pas le cas pour la trouvaille de Reinheim. Les archéologues considèrent qu'il s'agit d'une cache ou un dépôt.

## Description
Le casque de cavalier est exceptionnel même si conservé de manière partielle : n'est en effet conservée que la visière de l'équipement.
La visière du casque mesure 17 cm de hauteur et 22 cm de largeur. Elle est faite de fer et de laiton.
La visière est « en forme de visage ».
Le casque était composé de deux parties, une calotte et une visière articulée au moyen d'une charnière. La calotte pouvait comporter un décor de chevelure ou avoir l'apparence d'un casque orné.

## Interprétation historique

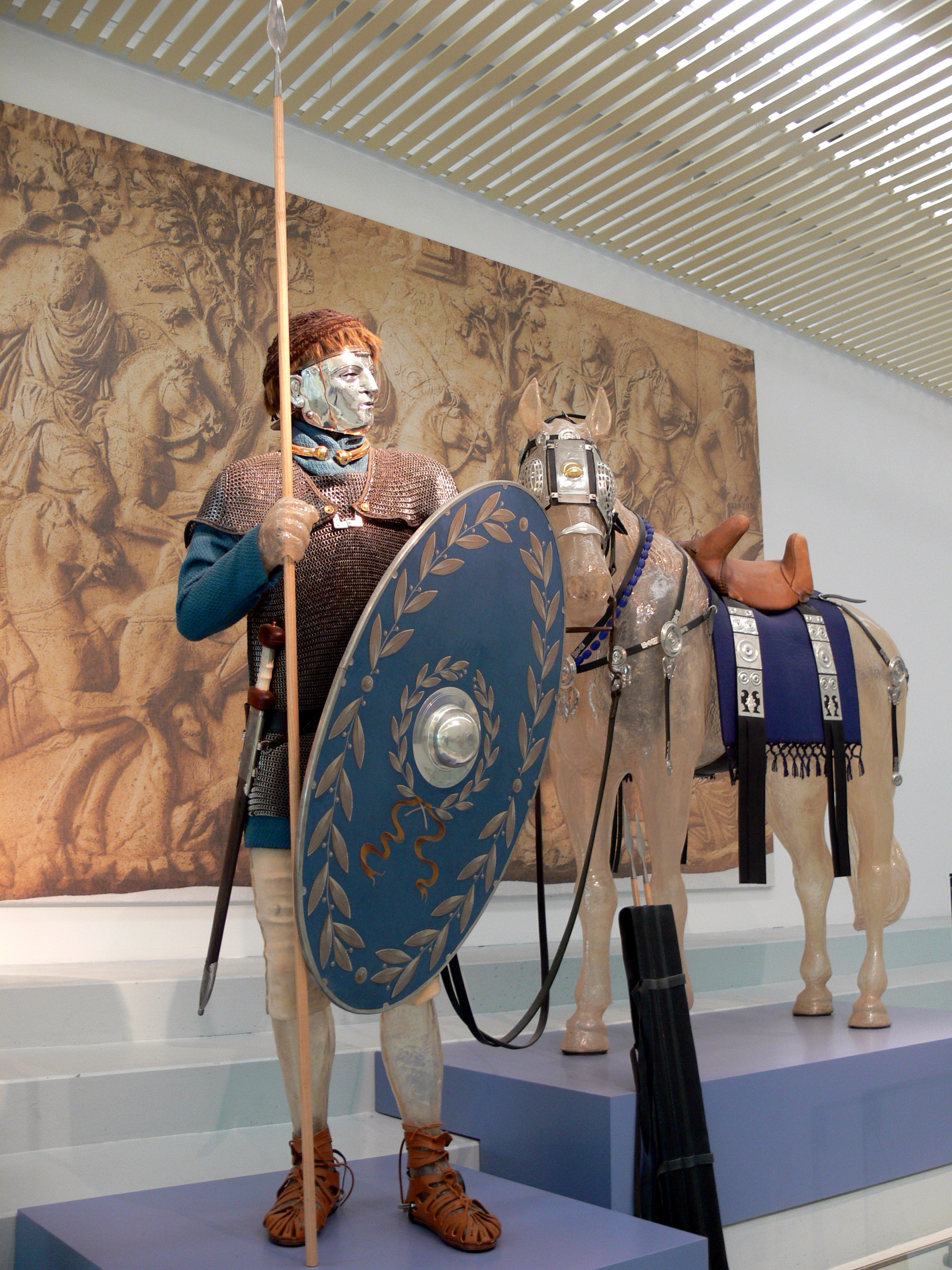
Cavalier romain avec sa monture, au Valkhof Museum de Nimègue.

Les cavaliers au Haut Empire portaient un équipement spécifique destiné à des prestations mais aussi lors des combats. De tels casques avait des « traits individuels marqués » et souvent déposés dans des sépultures ou déposés comme offrandes. 
L’œuvre a été interprétée comme ayant appartenu peut-être au « fondateur de la grande villa de Reinheim » ou à « un de ses successeurs ». Le propriétaire était peut-être un militaire, vétéran de la cavalerie auxiliaire, de recrutement indigène .